# Józef Rubiś
Józef Rubiś (ur. 19 marca 1931 w Zakopanem, zm. 28 września 2010 tamże) – polski biegacz narciarski i biathlonista, dwukrotny olimpijczyk, medalista mistrzostw świata.

## Kariera
Przez pierwszą część kariery zawodniczej startował w biegach narciarskich. Był mistrzem Polski na 30 km (w 1955) i w sztafecie 4 × 10 km (w latach 1955, 1956 i 1957), a także ośmiokrotnym wicemistrzem (w biegach na 15 km i 30 km oraz w sztafecie). Uczestniczył w igrzyskach olimpijskich w Cortinie d’Ampezzo (1956), gdzie zajął 34. miejsce w biegu na 15 km, 23. miejsce na 30 km oraz 9. miejsce w sztafecie 4 × 10 km (z Józefem Gąsienicą-Sobczakiem, Tadeuszem Kwapieniem i Andrzejem Mateją).
Od 1962 startował w biathlonie. Podczas igrzysk olimpijskich w Innsbrucku (1964) zajął 6. miejsce w biegu na 20 km, jedno z najlepszych w historii polskich startów olimpijskich w tej konkurencji. Na mistrzostwach świata w Elverum (1965) zdobył brązowy medal w konkurencji drużynowej (z Gąsienicą-Sobczakiem, Stanisławem Szczepaniakiem i Stanisławem Łukaszczykiem), a indywidualnie był 13. Na rozgrywanych rok później mistrzostwach świata w Garmisch-Partenkirchen zdobył srebrny medal w sztafecie 4 × 7,5 km (też z Gąsienicą-Sobczakiem, Szczepaniakiem i Łukaszczykiem), a podczas mistrzostw świata w Altenbergu w 1967 roku zajął 6. miejsce w sztafecie (w tym samym składzie).
Po zakończeniu kariery był trenerem.

## Osiągnięcia w biegach narciarskich

### Igrzyska olimpijskie
| Miejsce | Dzień       | Rok  | Miejscowość       | Konkurencja             | Czas biegu | Strata | Zwycięzca        |
| ------- | ----------- | ---- | ----------------- | ----------------------- | ---------- | ------ | ---------------- |
| 23.     | 27 stycznia | 1956 | Cortina d’Ampezzo | 30 km stylem klasycznym | 1:44:06    | +9:41  | Veikko Hakulinen |
| 34.     | 30 stycznia | 1956 | Cortina d’Ampezzo | 15 km stylem klasycznym | 49:39      | +4:08  | Hallgeir Brenden |
| 9.      | 4 lutego    | 1956 | Cortina d’Ampezzo | Sztafeta 4 × 10 km      | 2:15:30    | +10:0  | ZSRR             |

## Osiągnięcia w biathlonie

### Igrzyska olimpijskie
| Rok  | Miejscowość | Konkurencje | Konkurencje | Konkurencje | Konkurencje | Konkurencje | Konkurencje | Konkurencje |
| Rok  | Miejscowość | IN          | SP          | PU          | MS          | RL          | MR          | SR          |
| ---- | ----------- | ----------- | ----------- | ----------- | ----------- | ----------- | ----------- | ----------- |
| 1964 | Innsbruck   | 6.          | nd.         | nd.         | nd.         | nd.         | nd.         | –           |

### Mistrzostwa świata
| Rok  | Miejscowość            | Konkurencje | Konkurencje | Konkurencje | Konkurencje | Konkurencje | Konkurencje | Konkurencje |
| Rok  | Miejscowość            | IN          | SP          | PU          | MS          | RL          | MR          | SR          |
| ---- | ---------------------- | ----------- | ----------- | ----------- | ----------- | ----------- | ----------- | ----------- |
| 1963 | Seefeld                | 16.         | nd.         | nd.         | nd.         | 5.          | nd.         | –           |
| 1965 | Elverum                | 13.         | nd.         | nd.         | nd.         | 3.          | nd.         | –           |
| 1966 | Garmisch-Partenkirchen | –           | nd.         | nd.         | nd.         | 2.          | nd.         | –           |
| 1967 | Altenberg              | –           | nd.         | nd.         | nd.         | 6.          | nd.         | –           |